# Henrique de Meneses
Henrique de Meneses, o segundo senhor do Louriçal, (Lisboa, c. 1496 — Cananor, 2 de fevereiro de 1526) foi um militar e administrador colonial português, sétimo governador da Índia Portuguesa.

## Genealogia
D. Henrique era filho bastardo de D. Fernando de Meneses, o Ruivo, "e de uma mulher nobre da família dos Marizes", chamada Constança Vaz de Mariz.

## África (Marrocos)
Com doze anos, D. Henrique começou sua vida de guerreiro em Marrocos.
Como militar notabilizou-se na conquista de Azamor em 1513 e na derrota infligida a Almendarim (Cide Almandri II, alcaide de Tetuão).

## Índia
Mais tarde foi para a Índia, e tornou-se capitão de Goa.
Em Dezembro de 1524, após a morte de Vasco da Gama, foi nomeado Governador da Índia. Nessa época o mar da Índia, principalmente as costas do Malabar, tinha-se "transformado em viveiro de piratas". Contra isso Vasco da Gama preparava uma expedição punitiva, quando a morte o encontrou.
"Um dos magnates que mais comprometido se encontrava nesta manobra era o velho e astuto Melek-Iaz, senhor de Diu, que ao conhecer as intenções repressivas de D. Vasco, se apressara a enviar-lhe um embaixador" prometendo larga indemnização. Mas quando chegou o embaixador, foi Henrique de Meneses que encontrou, e este recusou todas as oferendas.
Depois foi D. Henrique para Cochim onde Vasco da Gama tinha assentado o governo da Índia. Durante a viagem desbaratou 3 navios piratas, e em Cochim mandou recado ao capitão de Cananor, Heitor da Silveira para lançar fogo aos paraus de Calicute que se encontrassem em Maravia, e depois à povoação, que pertencia aos domínios do samorim.

### Calicut
Em 18 de fevereiro de 1525, saíu de Cochim com uma frota de 50 velas. Atacou Panane, que incendiou, e depois foi para Calicute cujo samorim era poderoso inimigo dos portugueses, bombardeou os paraus e combinou com D. João de Lima, comandante da fortaleza local, por fogo à cidade. Grande parte dela ficou em ruínas.
Foi então para Coulete, "praça forte dos domínios do Samorim". Contra à vontade dos seus capitães atacou simultaneamente a enorme frota de paraus que a defendia, e as fortificações na terra. Consegui vencer, e depois lançou fogo à cidade.
Regressou então a Cochim.
Nessa cidade houve um roubo de uma peça de artilharia. Acusaram injustamente alguns naires e D. Henrique quis castigá-los. O rajá de Cochim, amigo dos portugueses, reclamou esses homens para julgar e punir caso fossem culpados, o que ele recusou. Os naires eram dum príncipe que o rajá recebia, que ameaçou reavê-los pela força se necessário e o rajá disse-lhe que antes teria de passar sobre seu cadáver.
Sabendo a resposta do rajá, o orgulhoso D. Henrique não só entregou os naires mas foi pessoalmente apresentar desculpas. Dizia depois que "fora aquela a atitude que mais lhe custara tomar em toda a sua vida."

### Ataque do Samorim
Em Calicute, o Samorim quis vingar-se e atacou a fortaleza portuguesa comandada por D. João de Lima. Este soube resistir até o verão, onde enfim D. Henrique pôde vir acudir com 25 navios, com reforços que já tinham chegado de Cochim, Cananor e Goa: eram cento e trinta navios.
O Samorim propôs as pazes às condições do Governador mas este pediu o impossível: a expulsão de todos os árabes residentes em Calicut. Deu-se a batalha contra os 40 000 Homens do Samorim, e os portugueses venceram. O Samorim submeteu-se, mas D. Henrique mandou que a fortaleza portuguesa fosse evacuada e minada. Mas partindo, os "mouros" foram visitar a fortaleza que explodiu nesse momento.

## Morte de D. Henrique
Pouco depois, sofrendo havia já muito tempo duma chaga numa perna, recolheu-se a Cananor para tratamento. Mas já era muito tarde, e "pouco depois de desembarcar e antes de que pudesse iniciar a cura que desejava obter, falecia a 2 de Fevereiro de 1526, apenas com trinta anos de idade".
Quando o rei D. João III aprendeu sua morte, "sendo-lhe notado o muyto sentimento, que mostrava por um seu privado, elle respondeu: «que quereis que faça hum homem a quem morreo D. Henrique».